# Clase Agano
La Clase Agano fue una clase de cruceros ligeros de la Armada Imperial Japonesa durante la Segunda Guerra Mundial.

## Historia
Estos cruceros de 7.895 t fueron desarrollados por el diseñador naval Fokuda a partir de las experiencias recopiladas del crucero ligero Yubari y llevadas al plano en 1930, fueron materializados a partir de 1940 con la botadura del Agano.
La clase Agano fue creada con el objetivo de ser usados como naves líderes de flotillas de destructores denominadas Sentai.
Pertenecía a esta clase los cruceros Agano, Noshiro, Yahagi y Sakawa.
El Agano, Yahagi y el Sakawa fueron construidos en Sasebo y el Noshiro en Yokosuka.
El Agano fue asignado el 31 de octubre de 1942 y hundido por torpedeamiento cerca de Truk el 15 de febrero de 1944 por el 
USS Skate. 
El Yahagi lo fue en diciembre de 1943 y se perdió el 7 de abril de 1945, junto al acorazado Yamato camino a Okinawa.
El Noshiro fue asignado el 30 de junio de 1943 y se hundió impactado por bombas en noviembre de 1944.
El Sakawa (el último de la serie) fue asignado en noviembre de 1944, siendo la única unidad sobreviviente al conflicto. Terminó sus días el 1 de julio de 1946 durante las pruebas atómicas americanas de julio de 1946.

## Características generales
Resultaron ser navíos de línea estilizada, de construcción más bien robusta a pesar de su tonelaje, aunque pobremente armados.
Su mayor fortaleza era su agilidad marinera y su excelente velocidad de 35 n. Su capacidad torpedera de 8 tubos lanzatorpedos de 610 mm en montajes cuádruples Tipo 92 tan sólo los igualaba a la potencia de un destructor. 
Estaban dotados además de dos aviones de exploración Aichi E13A1 que podían ser lanzados desde una catapulta. Poseían artillería ligera montada en torres dobles Tipo 98 de 100 mm.